# Namboku-chō

Kartenansicht der beiden Hauptstädte während der Namboku-chō-Zeit:
Nordhof: Kyōto
Südhof: Yoshino

Die Namboku-chō-Zeit (jap. 南北朝時代, Nambokuchō-jidai, dt. „Zeit der Nord- und Südhöfe“) war eine Periode in der japanischen Geschichte zu Beginn der Muromachi-Zeit von 1336 bis 1392. Sie umschreibt einen fast ein halbes Jahrhundert andauernden Krieg zwischen den nördlichen und südlichen Höfen der Tennō-Dynastie um die rechtmäßige Thronfolge. Die Kriegsschauplätze reichten von der südlichen japanischen Insel Kyūshū bis zum Nordosten der japanischen Hauptinsel. Im Jahre 1392 konnte eine Einigung auf der Basis der abwechselnden Folge der Tennō aus der jüngeren und älteren Dynastie am Hofe in Kyōto zwischen dem Nord- und dem Südhof erreicht werden.

## Kemmu-Restauration (1333–1336) und die Spaltung in Nord- und Süddynastie
Die Kemmu-Restauration wurde aufgrund eines Aufstandes im Jahre 1331 unter der Führung des Go-Daigo-tennō aus der jüngeren Dynastie (Daikakuji) eingeleitet. Sein Anliegen war die Wiederherstellung der kaiserlichen Macht, welche nach der Heian-Zeit nur noch in den Händen des Kamakura-Shōgunat und der militärischen Führer lag. Nach seinem missglückten Aufstand wurde er auf die Oki-Inseln verbannt. Im Jahre 1332, nachdem ihm die Flucht aus seinem Verbannungsort gelang, vermochte er einen großen Aufstand gegen das Kamakura-bakufu an der Seite von den zu großer Macht gelangten Militärführern Ashikaga Takauji und Nitta Yoshisada in die Wege zu leiten. Das Ergebnis dieses Aufruhrs war die Eroberung Kyōtos durch Ashikaga Takauji und die Zerstörung Kamakuras sowie die Beseitigung der Hōjō-Familie durch Nitta Yoshisada. Von 1333 bis 1336 versuchte Go-Daigo die Wiederbelebung der kaiserlichen Vormachtstellung und selbst seinen Machtbereich auf die militärischen Institutionen auszuweiten, indem er seinen Sohn, Prinz Morinaga, zum Shōgun und Militärgouverneure aus den Reihen der höfischen Gesellschaft ernannte. Im Jahre 1335 wandte sich Ashikaga Takauji – mit den Plänen Go-Daigos unzufrieden – gegen ihn und eroberte im Jahre 1336 die damalige kaiserliche Hauptstadt Kyōto. Danach ernannte er den Prinzen Toyohito aus der älteren Dynastie (Jimyōin-Dynastie) unter dem Namen Kōmyō zum Tennō. Im Jahre 1338 erlangte Ashikaga Takauji den Titel Shōgun.
Go-Daigo und Teile der höfischen Gesellschaft gelang es jedoch, aus Kyōto in die Hügel von Yoshino zu fliehen, von wo aus er und seine Nachfolgerschaft weiterhin den Anspruch auf den kaiserlichen Thron geltend machten. Die darauffolgende Zeit wird als Nanbokuchō-jidai bezeichnet, welche von Kämpfen zwischen der Nord-Dynastie in Kyōto und der Süd-Dynastie in Yoshino geprägt ist.

## Das Ashikaga-Shōgunat

### Die Erstarkung militärischer Herrscher
Kamakura war seit 1185 der Sitz des Bakufu gewesen. Durch die Verlagerung des militärischen Regierungssitzes nach Kyōto wurde die politische und wirtschaftliche Unabhängigkeit des Kaiserhauses stark geschwächt. Die höfischen Familien waren in ihrem Einkommen von ihren Ländereien nun ganz von den militärischen Landverwaltern, den Militärgouverneuren, abhängig, welche seit der Kemmu-Restauration durch die Verschmelzung militärischer und ziviler Verwaltung erweiterte Machtbefugnisse erhalten hatten. Die Mehrzahl der Shugo setzte sich aus engen bzw. entfernten Verwandten der Ashikaga-Familie zusammen. Ihnen wurden zur Zeit des Ashikaga-Shōgunats wichtige Verwaltungsaufgaben übertragen und sie bildeten die Basis auf die sich das Shōgunat stützte. Durch die den Shugo durch das Shōgunat übertragenen Vollmachten und das Recht eigene Militäreinheiten zu rekrutieren wuchs eine neue Schicht von regionalen unabhängigen Militärführern heran.
Somit waren die Familien am Hofe immer abhängiger von dem Wohlwollen der militärischen Machthaber. Die höfischen Familien nahmen deshalb zur Zeit des Ashikaga-Shōgunats nur noch eine symbolische Form ein. Die reale Macht lag in den Händen des Shōguns und seiner militärischen Verbündeten.

### Politische Struktur im Ashikaga-Shōgunat
Auch wenn der Shōgun im Besitz der wirklichen Regierungsgewalt war, konnte er die Kontrolle im Land nur mit Hilfe von Bündnissen mit seinen Vasallen aufrechterhalten. Die Kernpositionen innerhalb des Bakufu wurden unter den bedeutendsten Vasallen verteilt. Das höchste aller Ämter bildete das Amt des Generalgouverneurs (kanrei), das einem Mitglied der drei mächtigsten Vasallen des Shōguns, die Shiba, Hatakeyama und Hosokawa übertragen wurde. Zusammen verfügten die drei Geschlechter über immensen Einfluss und bildeten so die politische und militärische Stütze des Shōguns.
Ein weiteres Amt von herausragender Bedeutung war das Amt des Leiters der Samurai-Behörde (Soshi). Gewöhnlich aus den Sippen der Yamana, Isshiki, Akamatsu und Kyōgoku ernannt, verfügte dieser über militärische und polizeiliche Pflichten. Außerdem war er für die persönliche Gardetruppe des Shōguns verantwortlich.
Weitere Behörden und Institutionen unter dem Ashikaga-Shōgunat waren die Verwaltungsbehörde (Mandokoro), das Urkundenbüro (Monchūjo), eine Recht sprechende Körperschaft (Hitsuke-shū) und ein Beratungsausschuss (Hyōjō-shū). Die Position der regionalen Statthalter wurde an Vasallen verliehen, die in den entsprechenden Gebieten als Shugo fungierten.
Über die administrative Verwaltung der Süd-Dynastie ist, außer der Herrschaft durch direkte Verordnungen, wenig bekannt.

## Kriegerische Auseinandersetzungen zwischen 1336 und 1392
Ashikaga Takauji war entschlossen das unter ihm neu gegründete Shōgunat auf der Basis des ehemaligen Kamakura-Shōgunats zu gestalten. Allerdings verhinderten die weit verstreuten Kämpfe und die lauernde Bedrohung des Südhofes und ihrer Anhänger in einigen Provinzen dieses Vorhaben. Jedoch konnte bis zum Jahre 1338 Ashikaga Takauji mit seinen militärischen Verbündeten die Macht des Südhofes erheblich schwächen. Große Heeresführer, unter anderem Kitabatake Akiie, Nawa Nagatoshi, und Nitta Yoshisada starben im Kampf um die Wiedererlangung der Macht des Südhofes. Mit dem Ziel, weitere Verbündete für den Kampf gegen den Nordhof zu gewinnen, stach der Heeresführer Kitabatake Chikafusa mit dem Prinzen Morinaga und anderen Heeresführern in See. Ein starker Sturm vereitelte jedoch den Plan und schickte das Schiff wieder zurück nach Ise. Ein Jahr darauf, 1339, starb Go-Daigo und übergab die kaiserlichen Regalien an seinen Sohn Morinaga. Morinaga bestieg den Thron als zweiter Tennō der Süd-Dynastie, Go-Murakami.
Während Kitabatake Chikafusa versuchte, für den Südhof militärische Unterstützung in anderen Provinzen zu gewinnen, wurde er von den Truppen des Shōgunats unter der Führung Kō no Morofuyus angegriffen. Dem Angriff konnte er bis 1343 entgegenhalten. Da sich der Heeresführer Yūki Chikatomo dem Shōgunat anschloss, kehrte Chikafusa nach Yoshino zurück.
Nach seiner Rückkehr ließen die Erfolge des Südhofes nach. 1347 konnte Kusunoki Masatsura, der Sohn Kusunoki Masashiges, mit den Truppen des Südhofes in Kawachi einen kurzfristigen Sieg erreichen. Viele Heeresführer des Nordhofes fanden in Kawachi ihren Tod. 1348 wurde Masatsura von Kō no Moronao in Kawachi getötet. 1349 entstand eine Meinungsverschiedenheit zwischen Ashikaga Tadayoshi, dem Bruder Takaujis, und Kō no Moronao und Moroyasu. Der Grund für die Feindschaft waren die persönlichen Vorstellungen einer Machtverteilung. Als Takauji sich auf die Seite der Kō-Brüder schlug, schloss sich Tadayoshi dem Südhof in Yoshino an. Nachdem er dort ein Heer organisieren konnte, ließ er die Brüder Kō töten und wollte sich mit seinem Bruder Takauji versöhnen, jedoch wurde er zurückgewiesen. 1352 ließ ihn Takauji in Kamakura hinrichten. Während sich Takauji in Kamakura aufhielt, kümmerte sich sein Sohn Yoshiakira um die Verhandlungen mit dem Südhof. Der Südhof bezog dabei eine strenge Haltung. Nicht nur verlangte er die Rückgängigmachung aller Ernennungen am Hofe, sondern auch die Rückgabe der falschen Regalien.
Jedoch als der Südhof die schwache Position des Nordhofes erkannte, attackierte er die Hauptstadt 1352. Nach wenigen Wochen zogen die Truppen aus der Hauptstadt Kyōto aus und nahmen die falschen Regalien und die abgedankten Tennō Kōgon, Kōmyō, Sukō und den Kronprinzen Naohito mit ihnen zurück nach Yoshino. 1357 wurden die drei abgedankten Tennō und Kronprinz Naohito wieder freigelassen. In der Zwischenzeit wurde für den Nordhof Go-Kōgon als nächster Tennō des Nordhofes in Abwesenheit der kaiserlichen Regalien gekrönt.
1352 erhielt der Südhof Verstärkung durch den Heeresführer Ashikaga Tadafuyu, Takaujis Sohn. Nach dem Tod seines Adoptivvaters, Ashikaga Tadayoshi, wechselte er auf die Seite des Südhofes. Durch das Erstarken des Südhofes war es ihm und seiner Gefolgschaft möglich zum zweiten und dritten Mal die Hauptstadt Kyōto einzunehmen. Zwischen diesen Jahren wurde Tadafuyu für seine militärischen Leistungen der Titel des Sōtsuibushi verliehen.
Im April 1358 starb Takauji und sein Sohn, Yoshiakira, übernahm seinen Titel als Shōgun.
Sein Angriffsplan auf den Südhof wurde durch den Unmut unter seinen Heeresführern vereitelt. Heeresführer der Yūki- und Hosokawa-Sippen schlossen sich sogar dem Südhof bei der vierten Eroberung Kyōtos 1361 an. 1368 verstarb Yoshiakira und Versuche, sich auszusöhnen, wurden von beiden Seiten unternommen. 1392 wurde unter dem Shōgun Ashikaga Yoshimitsu, Yoshiakiras Sohn, und dem Go-Kameyama-tennō des Südhofes eine Einigung erreicht. Die Bedingungen waren unter anderem, dass der Südhof die kaiserlichen Regalien an den Nordhof übergab und die jüngere und ältere Kaiserdynastie abwechselnd den Thron besetzten durfte. Der Südhof überreichte die kaiserlichen Regalien an den Nordhof, dennoch wurde der Anspruch des Südhofes auf den kaiserlichen Thron, entgegen der Abmachung, von Seiten des Nordhofes nicht beachtet.

## Wirtschaftliches Wachstum und kulturelle Blüte
Seit dem 14. Jahrhundert fand in Japan eine wirtschaftliche Expansion und kulturelle Entwicklung statt.
Die Mongoleninvasionen im 13. Jahrhundert und die Kontakte japanischer Priester zu China haben zu einer Ausweitung der japanischen Seemacht geführt. Der Schiffbau wurde vorangetrieben, und an den Häfen ballten sich die Wirtschaftszentren und kulturellen Kernpunkte. Ein reger, wenn auch nicht offizieller Handel zwischen Japan, China und Korea setzte ein. Vor allem aber auf Seiten Japans wurde der internationale Handel stark vorangetrieben. China wurde damit gänzlich als stärkste Seemacht in Ostasien verdrängt.
Nicht nur im Ausland, sondern auch im Inland schritt die wirtschaftliche Expansion Japans voran. Die Dezentralisierung der Regierung unter dem Ashikaga-Shōgunat, die Einflüsse Chinas und der Einfluss der Zen-Klöster waren die Ursachen für die Entstehung neuer wirtschaftlicher und kultureller Zentren.
Durch den Handel mit dem Ausland erhoffte man sich Profite, die der Konstruktion gewaltiger Zen-Tempel zugutekamen. Die Zen-Klöster um die Hauptstadt Kyōto herum und ihre Priester hatten zur Zeit des Ashikaga-Shōgunats mehr und mehr an Bedeutung gewonnen. Besonders die Priester der Rinzai-shū genossen besondere Aufmerksamkeit und Förderung der Shōgune. Diese wurden als geistliche Ratgeber und Schriftgelehrte der Shōgune eingesetzt.

## Tennō des Südlichen Hofes
Go-Daigo – Go-Murakami – Chōkei – Go-Kameyama

## Tennō des Nördlichen Hofes
Kōgon – Kōmyō – Sukō – (Interregnum vom 26. November 1351 bis 25. September 1352) – Go-Kōgon – Go-En’yū

## Schlachten
Schlacht von Tatarahama – Schlacht am Minatogawa – Belagerung von Kanagasaki – 1. Belagerung von Kuromaru – 2. Belagerung von Kuromaru – Schlacht von Shijōnawate – Schlacht von Yawata